# Sotie
La sotie, ou sottie, est une pièce politique ou d’actualité, jouée à Paris depuis le Moyen Âge. Au XVIe siècle, les soties sont interprétées par les Sots, appelés aussi « Enfants-sans-Souci ».
Les Sots fondent leur système de satire sur cette hypothèse que la société tout entière est composée de fous. Par-dessus leur costume, ils revêtent les attributs qui désignent tel ou tel état, telle ou telle fonction : le juge, le soldat, le moine, le noble, etc.
Dans son étude de 1878 sur La Sotie en France, Émile Picot compte vingt-six pièces de ce genre. Il fait remarquer que la sotie était souvent représentée avec une farce et une moralité, dans des spectacles multiples ; dans ce cas on commençait par la sotie, sorte de parade bouffonne. La sotie n’eut pas toujours pleine liberté ; sa plus brillante période se place sous Louis XII.

## Principales soties
- En 1508, les Enfants-sans-Souci jouent le Nouveau Monde, dont l’auteur probable est André de La Vigne. La pièce est relative à l’abolition de la Pragmatique Sanction de Bourges par Louis XI et aux espérances de son rétablissement par Louis XII.
- En 1512, Pierre Gringore, ou Gringoire, fait représenter le Jeu du Prince des Sots, pièce dans laquelle il attaque violemment, avec la permission du roi et en sa présence, le pape Jules II et l’Église. Cet ouvrage comprend un grand nombre de personnages, entre autres : le Prince des Sots figure le roi Louis XII ; Mère-Sotte, l’Église ; Sotte-Commune, c’est le peuple, etc. Le Jeu du Prince des Sots est une série d’allusions satiriques, d’actualités vivement exprimées par les contemporains. Elle était suivie d’une moralité intitulée : Peuple français, Peuple italique, l’Homme obstiné, consacrée elle aussi aux démêlés de Louis XII avec le pape Jules II ; celui-ci étant l’Homme obstiné.
- En 1914 paraît Les Caves du Vatican d'André Gide, sotie de l'époque moderne.
- En 1962, l'écrivain genevois Jacques Aeschlimann publie une sotie intitulée Les cannibales[1]. Celle-ci est mise en scène en 1964 par André Nusslé, lors de l'inauguration du Théâtre de Vidy, alors nommé Théâtre de l'Expo, dans le cadre de l'Exposition nationale suisse de 1964[2].
- En 2011 paraît La Fuite conquérante, une biographie du sous-sous-commandant Mafé Mafé par lord Somerset Littlefoot de Mamadou Mahmoud N'Dongo, dans son recueil de nouvelles Mood Indigo sotie de l'époque contemporaine sur l'élection présidentielle de 2002.

### Localisation des soties
- Émile Picot : Recueil général des Sotties, 3 vol. Johnson Reprints, New York, 1968. [Sotties n° 3, 4, 7, 10, 11, 17, 19, 23, 27, 29, 35, 37, 39, 40, 41, 42, 43, 45, 46, 47, 48, 49, 50, 51, 52, 53, 55.]
- Recueil Trepperel. (Fac-similé d'Eugénie Droz.) Slatkine, 1966. [Sotties n° 2, 5, 7, 8, 9, 11, 12, 13, 15, 18, 20, 22, 25, 34, 36, 44.]
- Manuscrit La Vallière. (Fac-similé présenté par Werner Helmich.) Slatkine, 1970. [Sotties n° 19, 23, 33, 43, 47, 48, 50, 51, 52, 54, 55.]
- Recueil du British Museum. (Fac-similé présenté par Halina Lewicka.) Slatkine, 1970. [Sotties n° 3, 11, 17, 18, 29, 30, 38, 49.]
- Recueil de Florence : Jelle Koopmans, Le recueil de Florence. 53 farces imprimées à Paris vers 1515. Paradigme, 2011 ; Gustave Cohen, Recueil de farces françaises inédites du XVe siècle. Slatkine, 1974. [Sotties n° 14, 16, 24, 26, 28, 32.]
- Deux moralités inédites composées et représentées en 1427 et 1428 au Collège de Navarre. (André et Robert Bossuat.) 1955. [Sottie n° 1.]
- La Pipée : André Tissier, Recueil de farces, t. XII. Droz, 1998. [Sottie n° 6.]
- La Farce de Pates-Ouaintes. (Théodose Bonnin.) 1843. [Sottie n° 21.]
- Joyeusetéz, Facécies et folastres Imaginacions, 18 vol. 1824-34, t. XIV. [Sottie n° 31.]
- Recueil des Plaisants devis récités par les supposts du Seigneur de la coquille, p. 69-78. 1857. [Sottie n° 56.]